# V̂
Cette page contient des caractères spéciaux ou non latins. S’ils s’affichent mal (▯, ?, etc.), consultez la page d’aide Unicode.
V̂, appelé V accent circonflexe, est une lettre latine utilisée dans certaines transcriptions du creek.

## Utilisation
Dans les mathématiques, la lettre v diacritée d'un accent circonflexe est parfois utilisée pour représenter un vecteur unitaire, comme la lettre u (û).
La lettre est aussi parfois utilisée comme lettre d'exemple pour représenter une lettre passant d'un ton haut à un ton bas.

## Représentations informatiques
Le V accent circonflexe peut être représenté avec les caractères Unicode suivants : 
- décomposé (latin de base, diacritiques) :

| forme     | représentation | chaîne de caractères | point de code | description                                              |
| --------- | -------------- | -------------------- | ------------- | -------------------------------------------------------- |
| capitale  | V̂              | V◌̂                   | U+0056 U+0302 | lettre majuscule latine v diacritique accent circonflexe |
| minuscule | v̂              | v◌̂                   | U+0076 U+0302 | lettre minuscule latine v diacritique accent circonflexe |